# Halle Open 2021 - Qualificazioni singolare
Le qualificazioni del singolare maschile dell'Halle Open 2021 sono state un torneo di tennis preliminare per accedere alla fase finale della manifestazione. I vincitori dell'ultimo turno sono entrati di diritto nel tabellone principale. In caso di ritiro di uno o più giocatori aventi diritto a questi sono subentrati i lucky loser, ossia i giocatori che hanno perso nell'ultimo turno ma che avevano una classifica più alta rispetto agli altri partecipanti che avevano comunque perso nel turno finale.

## Teste di serie
1. Nikoloz Basilašvili (qualificato)
2. Jahor Herasimaŭ (primo turno)
3. Marcos Giron (qualificato)
4. Radu Albot (primo turno)
5. Il'ja Ivaška (qualificato)
6. Ričardas Berankis (qualificato)

1. Yannick Hanfmann (ultimo turno)
2. James Duckworth (ultimo turno)
3. Daniel Elahi Galán (ultimo turno)
4. Dennis Novak (ultimo turno)
5. João Sousa (ultimo turno)
6. Arthur Rinderknech (qualificato)

## Qualificati
1. Nikoloz Basilašvili
2. Lukáš Lacko
3. Marcos Giron

1. Arthur Rinderknech
2. Il'ja Ivaška
3. Ričardas Berankis

## Tabellone

### Legenda
| - Q = Qualificato - WC = Wild card - LL = Lucky loser | - ALT = Alternate - SE = Special Exempt - PR = Protected Ranking | - w/o = Walkover - r = Ritirato - d = Squalificato |

### Sezione 1
|  | Primo turno | Primo turno         | Primo turno         | Primo turno | Primo turno |  |  | Ultimo turno | Ultimo turno        | Ultimo turno        | Ultimo turno | Ultimo turno |  |
|  |             |                     |                     |             |             |  |  |              |                     |                     |              |              |  |
|  | 1           | Nikoloz Basilašvili | Nikoloz Basilašvili | 7           | 7           |  |  |              |                     |                     |              |              |  |
|  | WC          | Rudolf Molleker     | Rudolf Molleker     | 67          | 65          |  |  | 1            | Nikoloz Basilašvili | Nikoloz Basilašvili | 7            | 6            |  |
|  |             | Alexandre Müller    | 6                   | 0           | 5           |  |  | 7            | Yannick Hanfmann    | Yannick Hanfmann    | 63           | 4            |  |
|  | 7           | Yannick Hanfmann    | 2                   | 6           | 7           |  |  |              |                     |                     |              |              |  |

### Sezione 2
|  | Primo turno | Primo turno      | Primo turno     | Primo turno | Primo turno |  |  | Ultimo turno | Ultimo turno | Ultimo turno | Ultimo turno | Ultimo turno |  |
|  |             |                  |                 |             |             |  |  |              |              |              |              |              |  |
|  | 2           | Jahor Herasimaŭ  | Jahor Herasimaŭ | 4           | 5           |  |  |              |              |              |              |              |  |
|  | PR          | Lukáš Lacko      | Lukáš Lacko     | 6           | 7           |  |  | PR           | Lukáš Lacko  | 4            | 6            | 6            |  |
|  |             | Grégoire Barrère | 6               | 65          | 4           |  |  | 11           | João Sousa   | 6            | 4            | 3            |  |
|  | 11          | João Sousa       | 3               | 7           | 6           |  |  |              |              |              |              |              |  |

### Sezione 3
|  | Primo turno | Primo turno        | Primo turno      | Primo turno | Primo turno |  |  | Ultimo turno | Ultimo turno       | Ultimo turno       | Ultimo turno | Ultimo turno |  |
|  |             |                    |                  |             |             |  |  |              |                    |                    |              |              |  |
|  | 3           | Marcos Giron       | Marcos Giron     | 6           | 7           |  |  |              |                    |                    |              |              |  |
|  | WC          | Dominic Stricker   | Dominic Stricker | 4           | 5           |  |  | 3            | Marcos Giron       | Marcos Giron       | 6            | 7            |  |
|  | WC          | Nicola Kuhn        | 62               | 6           | 64          |  |  | 9            | Daniel Elahi Galán | Daniel Elahi Galán | 4            | 65           |  |
|  | 9           | Daniel Elahi Galán | 7                | 4           | 7           |  |  |              |                    |                    |              |              |  |

### Sezione 4
|  | Primo turno | Primo turno           | Primo turno         | Primo turno | Primo turno |  |  | Ultimo turno | Ultimo turno          | Ultimo turno | Ultimo turno | Ultimo turno |  |
|  |             |                       |                     |             |             |  |  |              |                       |              |              |              |  |
|  | 4           | Radu Albot            | 6                   | 3           | 5           |  |  |              |                       |              |              |              |  |
|  |             | Christopher O'Connell | 4                   | 6           | 7           |  |  |              | Christopher O'Connell | 6            | 4            | 2            |  |
|  |             | Serhij Stachovs'kyj   | Serhij Stachovs'kyj | 4           | 4           |  |  | 12           | Arthur Rinderknech    | 3            | 6            | 6            |  |
|  | 12          | Arthur Rinderknech    | Arthur Rinderknech  | 6           | 6           |  |  |              |                       |              |              |              |  |

### Sezione 5
|  | Primo turno | Primo turno     | Primo turno  | Primo turno | Primo turno |  |  | Ultimo turno | Ultimo turno    | Ultimo turno | Ultimo turno | Ultimo turno |  |
|  |             |                 |              |             |             |  |  |              |                 |              |              |              |  |
|  | 5           | Il'ja Ivaška    | Il'ja Ivaška | 6           | 6           |  |  |              |                 |              |              |              |  |
|  | PR          | Tatsuma Itō     | Tatsuma Itō  | 1           | 3           |  |  | 5            | Il'ja Ivaška    | 2            | 6            | 6            |  |
|  |             | Ernests Gulbis  | 7            | 5           | 2           |  |  | 8            | James Duckworth | 6            | 4            | 0            |  |
|  | 8           | James Duckworth | 5            | 7           | 6           |  |  |              |                 |              |              |              |  |

### Sezione 6
|  | Primo turno | Primo turno         | Primo turno   | Primo turno | Primo turno |  |  | Ultimo turno | Ultimo turno      | Ultimo turno      | Ultimo turno | Ultimo turno |  |
|  |             |                     |               |             |             |  |  |              |                   |                   |              |              |  |
|  | 6           | Ričardas Berankis   | 6             | 2           |             |  |  |              |                   |                   |              |              |  |
|  |             | Cedrik-Marcel Stebe | 4             | 1           | r           |  |  | 6            | Ričardas Berankis | Ričardas Berankis | 6            | 6            |  |
|  |             | Yannick Maden       | Yannick Maden | 4           | r           |  |  | 10           | Dennis Novak      | Dennis Novak      | 4            | 3            |  |
|  | 10          | Dennis Novak        | Dennis Novak  | 6           |             |  |  |              |                   |                   |              |              |  |